# Henry W. Henshaw

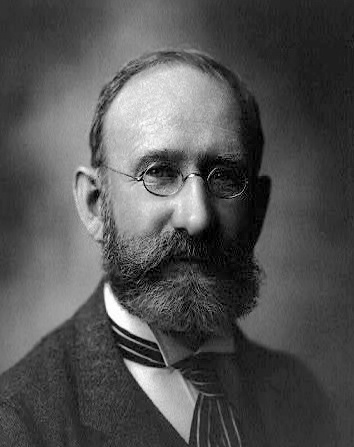
Henry Wetherbee Henshaw, Porträt von 1904

Henry Wetherbee Henshaw (* 3. März 1850 in Cambridge, Massachusetts; † 1. August 1930 in Washington, D.C.), kurz Henry Henshaw oder Henry W. Henshaw, war ein US-amerikanischer Naturforscher und Ethnologe.

## Leben
Henshaw war das jüngste von sieben Kindern von William and Sarah Holden Henshaw, geborene Wetherbee. Seine Leidenschaft fürs Vogelsammeln begann mit 10 bis 12 Jahren. Er besuchte die Cambridge High School, um sich auf die Harvard University vorzubereiten. William Brewster, der später selbst ein bekannter Ornithologe wurde, war einer von Henshaws Freunden auf der High School. Brewster besaß ein größeres Wissen über Vögel als Henshaw und er hatte bereits eine größere Sammlung von Vogelbälgen und Eiern zusammengetragen. Zusammen perfektionierten sie die Präparation von Studienbälgen. Aufgrund seiner empfindlichen Gesundheit war Henshaw nicht in der Lage, sein Harvard-Studium zu beginnen. Stattdessen wurde er zu einer Exkursion an die Südküste von Louisiana eingeladen, wo er seine Karriere als Naturforscher begann.
Henshaw unternahm anschließend zahlreiche Reisen, wo er viel Felderfahrung sammelte. Im Juli 1872 begleitete er als Sammler eine Expedition des Wheeler Survey nach Provo, Utah. Im Herbst 1872 lernte Henshaw Clinton Hart Merriam kennen, mit dem ihm eine lebenslange Freundschaft verband.
1874 absolvierte Henshaw seine erfolgreichste Feldexpedition, die ihn von Santa Fe in New Mexico zum Gila River ins südwestliche Arizona führte. Hier traf er auf Apachen und er sammelte über 600 Vogelbälge für die Smithsonian Institution. Nachdem der Wheeler Survey 1879 aufgelöst worden war, erhielt er 1880 von John Wesley Powell das Angebot, für das Bureau of American Ethnology zu arbeiten. Er begann seine ethnologische Arbeit, indem er Informationen über die Indianer der pazifischen Küstenstaaten sammelte, die für die Volkszählung von 1880 verwendet wurden. Henshaw studierte die Indianer nördlich von Mexiko, um die Sprachfamilien zu klassifizieren. Die Ergebnisse dieser Arbeit wurden 1891 veröffentlicht. In den Jahren 1907 bis 1910 wurden zwei Bände des Handbook of American Indians North of Mexico vom Bureau of American Ethnology herausgegeben. Henshaws frühere Arbeit und das fortlaufende Studium von Indianern lieferten die Grundlage für diese Bände.
Im September 1883 gehörte Henshaw zu Gründungsmitgliedern der American Ornithologists’ Union (AOU), wo er einer der ersten Ausschussmitglieder war, die einen Nomenklaturcode und eine Checkliste der nordamerikanischen Vögel vorbereiteten. Er diente zwei Amtszeiten (1891–1894 und 1911–1918) als Vizepräsident der AOU, lehnte jedoch das Angebot für eine Präsidentschaft ab. Ferner war Henshaw Gründungsmitglied des Nuttall Ornithological Club (1873) und der National Geographic Society (1888) und er half bei der Organisation des Cosmos Club.
1888 wurde Henshaw Nachfolger von John Wesley Powell als Leiter des Bureau of Ethnology und Redakteur bei der Zeitschrift American Anthropologist. Diese Positionen hatte er bis 1893 inne, bevor ihn ein schwerer Influenzaanfall für sechs Wochen ins Krankenhaus brachte. Die Genesung verlief sehr langsam und schließlich war er gezwungen, eine unbefristete Beurlaubung zu beantragen.
Im Dezember 1894 zog Henshaw auf die Hawaii-Inseln, um seine Gesundheit wiederzuerlangen. Dort machte er sich einen Namen als Fotograf von Freiluftaufnahmen sowie von Kostümen, Häusern und indigenen Personen. Er interessierte sich auch für die hawaiische Avifauna, worüber er 1902 die Monographie Birds of the Hawaiian Islands veröffentlichte.
1904 kehrte Henshaw nach Washington, D.C. zurück, wo er 1905 zum Verwaltungsassistenten und im Dezember desselben Jahres zum stellvertretenden Leiter des Bureau of Biological Survey des Landwirtschaftsministeriums der Vereinigten Staaten ernannt wurde. 1910 übernahm er von Clinton Hart Merriam die Leitung des Bureau of Biological Survey. Mit neu gefundenem Eifer arbeitete Henshaw für den Vogelschutz. 1913 erschien sein Buch Fifty Common Birds of Farm and Orchard, von dem über 200.000 Exemplare verkauft wurden. Im selben Jahr setzte sich Henshaw gemeinsam mit dem Kongressabgeordneten George Shiras für eine Verabschiedung des Weeks–McLean Act, auch bekannt als Migratory Bird Law, ein, der im März 1913 vom US-amerikanischen Präsidenten Woodrow Wilson unterzeichnet wurde.
Am 1. Dezember 1916 trat Henshaw aus gesundheitlichen Gründen in den Ruhestand.
Henshaw beschrieb die Unterart Eremophila alpestris insularis der Ohrenlerche, den Hawaiisturmtaucher (Puffinus newelli), den Inselhäher (Aphelocoma insularis) sowie die Unterart Melospiza melodia montana der Singammer.

## Dedikationsnamen
1882 benannte Robert Ridgway die Unterart Chamaea fasciata henshawi der Chaparralgrasmücke nach Henshaw.

## Schriften (Auswahl)
- Report on the Geographical and Geological Explorations and Surveys West of the 100th Meridian. Vol. V, Zoology, 1875
- Animal Carvings from Mounds of the Mississippi Valley, 1883
- Second Anual Report of the Bureau of Ethnology to the Secretary of the Smithsonian Institution 1880–81, 1883
- Perforated Stones of California, 1887
- Report Upon Natural History Collections Made in Alaska Between the Years 1877 and 1881, 1887
- Birds of the Hawaiian Islands: Being a Complete List of the Birds of the Hawaiian Possessions, with Notes on Their Habits, 1902
- Handbook of American Indians North of Mexico (Band 1: 1907, Band 2: 1910)
- Policemen of the Air: An Account of the Biological Survey of the Department of Agriculture, 1908
- Fifty Common Birds of Farm and Orchard, 1913
- American Game Birds, 1915